# Acanthoisis kimbla
Acanthoisis kimbla är en korallart som beskrevs av Philip Alderslade 1998. Acanthoisis kimbla ingår i släktet Acanthoisis och familjen Isididae. Inga underarter finns listade i Catalogue of Life.